# HD 92328
HD 92328，又名CD-42 6390，SAO 222222、HR 4175，是一颗恒星，视星等为6.11，位于銀經278.52，銀緯13.74，其B1900.0坐标为赤經10h 34m 26.7s，赤緯-42° 13.74′ 58″。